# German Open 2005 (Badminton)
Koordinaten: 51° 25′ 24,9″ N, 6° 53′ 34,4″ O
Die German Open 2005 im Badminton fanden in Mülheim an der Ruhr vom 28. Februar bis zum 5. März 2005 statt. Das Preisgeld betrug 80.000 USD.

## Austragungsort
- RWE Sporthalle

## Sieger und Platzierte
| Disziplin    | Gold                     | Silber                               | Bronze                      |
| ------------ | ------------------------ | ------------------------------------ | --------------------------- |
| Herreneinzel | Lin Dan                  | Muhammad Hafiz Hashim                | Lee Chong Wei               |
| Herreneinzel | Lin Dan                  | Muhammad Hafiz Hashim                | Bao Chunlai                 |
| Dameneinzel  | Xie Xingfang             | Zhang Ning                           | Eriko Hirose                |
| Dameneinzel  | Xie Xingfang             | Zhang Ning                           | Pi Hongyan                  |
| Herrendoppel | Fu Haifeng Cai Yun       | Jens Eriksen Martin Lundgaard Hansen | Jung Jae-sung Lee Jae-jin   |
| Herrendoppel | Fu Haifeng Cai Yun       | Jens Eriksen Martin Lundgaard Hansen | Markis Kido Hendra Setiawan |
| Damendoppel  | Gao Ling Huang Sui       | Wei Yili Zhao Tingting               | Chin Eei Hui Wong Pei Tty   |
| Damendoppel  | Gao Ling Huang Sui       | Wei Yili Zhao Tingting               | Lee Hyo-jung Lee Kyung-won  |
| Mixed        | Lee Jae-jin Lee Hyo-jung | Nathan Robertson Gail Emms           | Chen Qiqiu Zhao Tingting    |
| Mixed        | Lee Jae-jin Lee Hyo-jung | Nathan Robertson Gail Emms           | Zhang Jun Gao Ling          |

## Finalergebnisse
| Disziplin    | Sieger                   | Finalist                             | Ergebnis          |
| ------------ | ------------------------ | ------------------------------------ | ----------------- |
| Herreneinzel | Lin Dan                  | Muhammad Hafiz Hashim                | 15–8, 15–8        |
| Dameneinzel  | Xie Xingfang             | Zhang Ning                           | 11–5, 11–4        |
| Herrendoppel | Fu Haifeng Cai Yun       | Jens Eriksen Martin Lundgaard Hansen | 6–15, 15–3, 15–10 |
| Damendoppel  | Gao Ling Huang Sui       | Wei Yili Zhao Tingting               | 15–4, 15–10       |
| Mixed        | Lee Jae-jin Lee Hyo-jung | Nathan Robertson Gail Emms           | 15–12, 17–14      |

## Herreneinzel Qualifikation
- Radoslav Simeonov –  Heiko Müller: 15-2 / 15-1
- Daniel Benz –  Christos Coucas: 15-1 / 15-1
- Robert Georg –  Georgios Konstantopoulos: 15-4 / 15-6
- Yong Yudianto –  Krasimir Jankov: 15-13 / 17-14
- Robert Kwee –  Manfred Helms: 15-0 / 15-0
- Peter Mikkelsen –  Matthias Kuchenbecker: 15-8 / 15-3
- Jonas Lyduch –  Arnd Vetters: 15-12 / 15-9
- Hendrik Westermeyer –  Thomas Staczan: 15-1 / 15-12
- Lee Cheol-ho –  Kai Waldenberger: 15-0 / 15-3
- Dharma Gunawi –  Radoslav Simeonov: 15-1 / 15-11
- Shinya Ohtsuka –  Jens-Kristian Leth: 15-12 / 15-7
- Johannes Schöttler –  Daniel Benz: 7-15 / 15-12 / 15-4
- Pullela Gopichand –  Andreas Wölk: 15-5 / 15-9
- Stephan Löll –  Robert Georg: 16-17 / 15-12 / 15-5
- Roman Spitko –  Koen Ridder: 15-4 / 15-3
- Yong Yudianto –  Guido Radecker: 15-7 / 15-4
- Anup Sridhar –  Jon Lindholm: 15-3 / 15-4
- Robert Kwee –  Pascal Histel: 15-3 / 15-4
- Danny Schwarz –  Christian Roth: 15-12 / 15-6
- Peter Mikkelsen –  Felix Schoppmann: 15-3 / 15-2
- Sven Eric Kastens –  Kęstutis Navickas: 17-16 / 7-15 / 15-3
- Jonas Lyduch –  Denis Nyenhuis: 15-9 / 15-9
- Rune Massing –  Philipp Knoll: 15-8 / 10-15 / 15-5
- Hendrik Westermeyer –  Philipp Lieber: 15-2 / 15-3
- Lee Cheol-ho –  Dharma Gunawi: 15-11 / 15-12
- Shinya Ohtsuka –  Johannes Schöttler: 15-8 / 15-5
- Pullela Gopichand –  Stephan Löll: w.o.
- Roman Spitko –  Yong Yudianto: 15-9 / 17-14
- Anup Sridhar –  Robert Kwee: 17-16 / 15-5
- Danny Schwarz –  Peter Mikkelsen: w.o.
- Sven Eric Kastens –  Jonas Lyduch: 10-15 / 15-4 / 15-8
- Hendrik Westermeyer –  Rune Massing: w.o.

## Herreneinzel
- Lin Dan –  Petr Koukal: 15-3 / 15-5
- Ahn Hyun-suk –  Kasper Ødum: 15-12 / 11-15 / 15-9
- Björn Joppien –  Danny Schwarz: 15-4 / 15-0
- Lee Tsuen Seng –  Pullela Gopichand: 15-7 / 15-4
- Xia Xuanze –  Bobby Milroy: w.o.
- Conrad Hückstädt –  Arvind Bhat: 17-16 / 12-15 / 15-5
- Roslin Hashim –  Jim Ronny Andersen: w.o.
- Shoji Sato –  Gerben Bruijstens: 15-11 / 15-7
- Bao Chunlai –  Joachim Persson: 10-15 / 15-7 / 15-6
- Lee Yen Hui Kendrick –  Andrew Smith: 5-15 / 15-8 / 15-4
- Shon Seung-mo –  Michael Christensen: 15-6 / 15-10
- George Rimarcdi –  Roman Spitko: 8-15 / 15-7 / 15-8
- Wong Choong Hann –  Peter Mikkelsen: 15-11 / 13-15 / 15-11
- Eric Pang –  Vladislav Druzchenko: 15-7 / 15-11
- Anders Boesen –  Kuan Beng Hong: 15-11 / 15-10
- Nikhil Kanetkar –  Shinya Ohtsuka: 15-13 / 15-9
- Hidetaka Yamada –  Vidre Wibowo: 15-6 / 15-5
- Park Sung-hwan –  Jürgen Koch: w.o.
- Chetan Anand –  Jan Vondra: 15-10 / 10-15 / 15-3
- Dicky Palyama –  Aamir Ghaffar: 15-4 / 15-2
- Rune Massing –  Pei Wee Chung: w.o.
- Sairul Amar Ayob –  Niels Christian Kaldau: 15-2 / 9-15 / 15-6
- Lee Hyun-il –  Lee Cheol-ho: 15-7 / 15-10
- Lee Chong Wei –  Hendrik Westermeyer: 15-6 / 15-6
- Sven Eric Kastens –  Liao Sheng-shiun: 15-8 / 17-16
- Muhammad Hafiz Hashim –  Anup Sridhar: 15-5 / 15-7
- Boonsak Ponsana –  Sho Sasaki: 15-5 / 15-2
- Ronald Susilo –  Przemysław Wacha: 15-11 / 15-7
- Joachim Fischer Nielsen –  Abhinn Shyam Gupta: 15-4 / 15-4
- Chen Yu  –  Nicholas Kidd: 15-10 / 15-4
- Chen Jin –  Jang Young-soo: 15-13 / 15-3
- Chen Hong –  Marc Zwiebler: 15-13 / 15-6
- Lin Dan –  Ahn Hyun-suk: 15-11 / 15-13
- Lee Tsuen Seng –  Björn Joppien: 15-10 / 15-6
- Xia Xuanze –  Conrad Hückstädt: 15-7 / 15-9
- Roslin Hashim –  Shoji Sato: 15-7 / 15-6
- Bao Chunlai –  Lee Yen Hui Kendrick: 15-10 / 15-9
- Shon Seung-mo –  George Rimarcdi: 15-4 / 15-2
- Wong Choong Hann –  Eric Pang: 15-6 / 5-15 / 15-7
- Anders Boesen –  Nikhil Kanetkar: 15-8 / 15-9
- Park Sung-hwan –  Hidetaka Yamada: 15-11 / 6-15 / 17-14
- Dicky Palyama –  Chetan Anand: 17-14 / 15-5
- Sairul Amar Ayob –  Rune Massing: 15-9 / 15-6
- Lee Chong Wei –  Lee Hyun-il: 15-8 / 15-10
- Muhammad Hafiz Hashim –  Sven Eric Kastens: 15-3 / 15-2
- Boonsak Ponsana –  Ronald Susilo: 17-15 / 15-12
- Chen Yu  –  Joachim Fischer Nielsen: 15-9 / 15-6
- Chen Jin –  Chen Hong: 15-10 / 14-17 / 15-9
- Lin Dan –  Lee Tsuen Seng: 15-13 / 15-10
- Xia Xuanze –  Roslin Hashim: 15-9 / 15-4
- Bao Chunlai –  Shon Seung-mo: 15-6 / 15-2
- Wong Choong Hann –  Anders Boesen: 15-4 / 15-8
- Dicky Palyama –  Park Sung-hwan: 15-6 / 15-10
- Lee Chong Wei –  Sairul Amar Ayob: 15-4 / 15-12
- Muhammad Hafiz Hashim –  Boonsak Ponsana: 11-15 / 15-1 / 15-13
- Chen Yu  –  Chen Jin: 15-7 / 4-15 / 15-12
- Lin Dan –  Xia Xuanze: 15-9 / 15-6
- Bao Chunlai –  Wong Choong Hann: 10-15 / 15-10 / 15-7
- Lee Chong Wei –  Dicky Palyama: 11-15 / 15-12 / 15-4
- Muhammad Hafiz Hashim –  Chen Yu: 15-10 / 15-3
- Lin Dan –  Bao Chunlai: 15-4 / 15-9
- Muhammad Hafiz Hashim –  Lee Chong Wei: 15-3 / 15-7
- Lin Dan –  Muhammad Hafiz Hashim: 15-8 / 15-8

## Dameneinzel Qualifikation
- Tomomi Matsuda –  Valérie Loker: 11-6 / 11-0
- Wang Rong –  Jang Soo-young: 11-2 / 13-11
- Nicole Grether –  Mie Schjøtt-Kristensen: 2-11 / 11-5 / 11-5
- Lee Seung-ah –  Carola Bott: 11-6 / 11-5
- Hwang Hye-youn –  Elena Nozdran: 11-4 / 11-3
- Yu Hirayama –  Karin Schnaase: 11-6 / 11-3
- Trupti Murgunde –  Charmaine Reid: 11-2 / 11-8
- Chen Li –  Kim Min-seo: 11-8 / 11-3
- Maria Kristin Yulianti –  Tomomi Matsuda: 11-9 / 11-4
- Wang Rong –  Wong Mew Choo: 11-7 / 11-5
- Nicole Grether –  Rita Yuan Gao: 11-2 / 8-11 / 11-2
- Lee Seung-ah –  Nathalie Descamps: 11-3 / 11-3
- Hwang Hye-youn –  Gabriela Banova: 11-5 / 11-0
- Yu Hirayama –  Sarah MacMaster: 11-2 / 11-3
- Trupti Murgunde –  Cheng Hsiao-yun: 11-6 / 11-7
- Chen Li –  Anne Marie Pedersen: 11-1 / 11-2
- Wang Rong –  Maria Kristin Yulianti: 11-5 / 11-3
- Nicole Grether –  Lee Seung-ah: 11-4 / 13-10
- Hwang Hye-youn –  Yu Hirayama: 11-7 / 11-3
- Chen Li –  Trupti Murgunde: 11-4 / 11-3

## Dameneinzel
- Zhang Ning –  Chen Li: 11-3 / 11-2
- Seo Yoon-hee –  Salakjit Ponsana: 11-8 / 11-3
- Yao Jie –  Tatiana Vattier: 11-3 / 11-2
- Elizabeth Cann –  Tine Baun: 7-11 / 11-4 / 11-9
- Zhou Mi –  Xing Aiying: 11-2 / 11-1
- Nicole Grether –  Anna Rice: 11-2 / 11-6
- Eriko Hirose –  Gong Ruina: 7-11 / 11-8 / 11-9
- Juliane Schenk –  Kanako Yonekura: 11-6 / 11-8
- Aparna Popat –  Kati Tolmoff: 11-4 / 13-11
- Jun Jae-youn –  Hwang Hye-youn: 9-11 / 11-1 / 11-5
- Wang Rong –  Petra Overzier: 11-3 / 11-1
- Xie Xingfang –  Susan Egelstaff: 11-4 / 11-2
- Xu Huaiwen –  Petya Nedelcheva: 11-2 / 11-3
- Kaori Mori –  Mia Audina: 11-6 / 11-4
- Cheng Shao-chieh –  Jill Pittard: 11-5 / 11-7
- Pi Hongyan –  Li Li: 11-2 / 11-1
- Zhang Ning –  Seo Yoon-hee: 11-3 / 11-4
- Yao Jie –  Elizabeth Cann: 11-5 / 11-6
- Zhou Mi –  Nicole Grether: 11-6 / 11-1
- Eriko Hirose –  Juliane Schenk: 11-6 / 11-9
- Jun Jae-youn –  Aparna Popat: 11-5 / 11-1
- Xie Xingfang –  Wang Rong: 11-4 / 11-2
- Xu Huaiwen –  Kaori Mori: 11-7 / 11-2
- Pi Hongyan –  Cheng Shao-chieh: 11-4 / 11-1
- Zhang Ning –  Yao Jie: 2-11 / 11-7 / 11-7
- Eriko Hirose –  Zhou Mi: 11-7 / 13-11
- Xie Xingfang –  Jun Jae-youn: 13-11 / 11-6
- Pi Hongyan –  Xu Huaiwen: 11-9 / 7-11 / 11-8
- Zhang Ning –  Eriko Hirose: 11-4 / 11-4
- Xie Xingfang –  Pi Hongyan: 11-6 / 11-4
- Xie Xingfang –  Zhang Ning: 11-5 / 11-4

## Herrendoppel Qualifikation
- Dharma Gunawi /  Vidre Wibowo –  Heiko Müller /  Kęstutis Navickas: 15-6 / 15-11
- Ruud Bosch /  Dave Khodabux –  Robert Georg /  Patrick Krämer: 15-12 / 15-7
- Setia Atmaja Pribadi /  Sébastien Vincent –  Marcel Reuter /  Benjamin Woll: 15-8 / 11-15 / 15-4
- Blagovest Kisyov /  Radoslav Simeonov –  Stephan Löll /  Hendrik Westermeyer: 10-15 / 15-3 / 15-8
- Christian Roth /  Thomas Staczan –  Christos Coucas /  Georgios Konstantopoulos: 15-3 / 15-0
- Pascal Histel /  Philipp Lieber –  Guido Radecker /  Kai Waldenberger: 15-10 / 15-10
- Shintaro Ikeda /  Shuichi Sakamoto –  Daniel Benz /  Felix Schoppmann: 15-3 / 15-2
- Gerben Bruijstens /  Koen Ridder –  Matthias Kuchenbecker /  Danny Schwarz: 15-8 / 17-15
- Dharma Gunawi /  Vidre Wibowo –  Ruud Bosch /  Dave Khodabux: 15-12 / 15-3
- Setia Atmaja Pribadi /  Sébastien Vincent –  Blagovest Kisyov /  Radoslav Simeonov: 17-15 / 15-11
- Christian Roth /  Thomas Staczan –  Pascal Histel /  Philipp Lieber: 15-11 / 15-9
- Shintaro Ikeda /  Shuichi Sakamoto –  Gerben Bruijstens /  Koen Ridder: 15-8 / 15-5

## Herrendoppel
- Jens Eriksen /  Martin Lundgaard Hansen –  Han Sang-hoon /  Jeon Jun-bum: 15-5 / 15-12
- Patapol Ngernsrisuk /  Sudket Prapakamol –  Guo Zhendong /  Xie Zhongbo: 15-5 / 7-15 / 15-10
- Ha Tae-kwon /  Yim Bang-eun –  John Gordon /  Daniel Shirley: 15-5 / 10-15 / 15-4
- Sho Sasaki /  Shoji Sato –  Tim Dettmann /  Marc Zwiebler: 15-6 / 15-8
- Sang Yang /  Zheng Bo –  Anthony Clark /  Kristian Roebuck: 15-11 / 15-7
- Hwang Ji-man /  Lee Yong-dae –  Roman Spitko /  Michael Fuchs: 15-4 / 15-7
- Chew Choon Eng /  Choong Tan Fook –  Rupesh Kumar /  Sanave Thomas: 15-7 / 15-9
- Markis Kido /  Hendra Setiawan –  Shintaro Ikeda /  Shuichi Sakamoto: 15-7 / 15-7
- Christian Roth /  Thomas Staczan –  Jürgen Koch /  Peter Zauner: w.o.
- Jung Jae-sung /  Lee Jae-jin –  Arnd Vetters /  Franklin Wahab: 15-1 / 15-4
- Chan Chong Ming /  Koo Kien Keat –  Vladislav Druzchenko /  Ingo Kindervater: 15-12 / 15-13
- Rasmus Andersen /  Michael Lamp –  Sven Eric Kastens /  Johannes Schöttler: 15-4 / 15-8
- Keita Masuda /  Tadashi Ohtsuka –  Jordy Halapiry /  Jürgen Wouters: 15-2 / 15-7
- Howard Bach /  Tony Gunawan –  Hu Chung-shien /  Tsai Chia-hsin: 15-6 / 15-17 / 15-13
- Robert Blair /  Nathan Robertson –  Dharma Gunawi /  Vidre Wibowo: 15-2 / 15-6
- Cai Yun /  Fu Haifeng –  Setia Atmaja Pribadi /  Sébastien Vincent: 15-2 / 15-6
- Jens Eriksen /  Martin Lundgaard Hansen –  Patapol Ngernsrisuk /  Sudket Prapakamol: 17-14 / 15-9
- Ha Tae-kwon /  Yim Bang-eun –  Sho Sasaki /  Shoji Sato: 15-7 / 15-10
- Hwang Ji-man /  Lee Yong-dae –  Sang Yang /  Zheng Bo: 15-10 / 15-8
- Markis Kido /  Hendra Setiawan –  Chew Choon Eng /  Choong Tan Fook: 7-15 / 15-7 / 15-11
- Jung Jae-sung /  Lee Jae-jin –  Christian Roth /  Thomas Staczan: 15-2 / 15-3
- Chan Chong Ming /  Koo Kien Keat –  Rasmus Andersen /  Michael Lamp: 15-8 / 15-4
- Howard Bach /  Tony Gunawan –  Keita Masuda /  Tadashi Ohtsuka: 15-12 / 15-9
- Cai Yun /  Fu Haifeng –  Robert Blair /  Nathan Robertson: 15-11 / 15-9
- Jens Eriksen /  Martin Lundgaard Hansen –  Ha Tae-kwon /  Yim Bang-eun: 17-14 / 15-9
- Markis Kido /  Hendra Setiawan –  Hwang Ji-man /  Lee Yong-dae: 4-15 / 15-11 / 15-6
- Jung Jae-sung /  Lee Jae-jin –  Chan Chong Ming /  Koo Kien Keat: 15-9 / 8-15 / 15-12
- Cai Yun /  Fu Haifeng –  Howard Bach /  Tony Gunawan: 15-0 / 13-15 / 15-11
- Jens Eriksen /  Martin Lundgaard Hansen –  Markis Kido /  Hendra Setiawan: 15-8 / 15-13
- Cai Yun /  Fu Haifeng –  Jung Jae-sung /  Lee Jae-jin: 15-9 / 15-9
- Cai Yun /  Fu Haifeng –  Jens Eriksen /  Martin Lundgaard Hansen: 6-15 / 15-3 / 15-10

## Damendoppel Qualifikation
- Nicole Gordon /  Sara Runesten-Petersen –  Johanna Goliszewski /  Janet Köhler: 15-8 / 16-17 / 15-8
- Sandra Marinello /  Kathrin Piotrowski –  Katrin Rylender /  Laura Ufermann: 15-1 / 15-3
- Monja Bölter /  Aileen Rößler –  Alyssa Ramdath /  Camila Nolasco: w.o.
- Ha Jung-eun /  Joo Hyun-hee –  Carola Bott /  Karin Schnaase: 15-3 / 15-4
- Petya Nedelcheva /  Rita Yuan Gao –  Sonja Martenstein /  Stefanie Struschka: 15-7 / 15-9
- Cheng Hsiao-yun /  Cheng Shao-chieh –  Astrid Hoffmann /  Gitte Köhler: 15-1 / 15-2
- Britta Andersen /  Mie Schjøtt-Kristensen –  Simone Fulle /  Mona Reich: 15-2 / 15-4
- Gabriela Banova /  Atanaska Spasova –  Claudia Ritter /  Julia Toews: 15-6 / 15-9
- Nicole Gordon /  Sara Runesten-Petersen –  Sandra Marinello /  Kathrin Piotrowski: 11-15 / 15-11 / 15-8
- Ha Jung-eun /  Joo Hyun-hee –  Monja Bölter /  Aileen Rößler: 15-5 / 15-5
- Petya Nedelcheva /  Rita Yuan Gao –  Cheng Hsiao-yun /  Cheng Shao-chieh: 15-3 / 15-8
- Britta Andersen /  Mie Schjøtt-Kristensen –  Gabriela Banova /  Atanaska Spasova: 15-9 / 15-5

## Damendoppel
- Yang Wei /  Zhang Jiewen –  Jwala Gutta /  Shruti Kurien: 15-2 / 15-1
- Lena Frier Kristiansen /  Kamilla Rytter Juhl –  Caren Hückstädt /  Carina Mette: 15-4 / 16-17 / 15-9
- Lee Hyo-jung /  Lee Kyung-won –  Birgit Overzier /  Michaela Peiffer: 15-4 / 15-4
- Jo Novita /  Lita Nurlita –  Liza Parker /  Suzanne Rayappan: w.o.
- Gao Ling /  Huang Sui –  Kumiko Ogura /  Reiko Shiota: 15-1 / 15-3
- Jiang Yanmei /  Li Yujia –  Mooi Hing Yau /  Ooi Sock Ai: 15-12 / 15-10
- Cheng Wen-hsing /  Chien Yu-chin –  Heni Budiman /  Greysia Polii: 11-15 / 15-10 / 15-2
- Miyuki Maeda /  Satoko Suetsuna –  Gail Emms /  Donna Kellogg: 15-8 / 15-11
- Pernille Harder /  Helle Nielsen –  Jang Soo-young /  Kim Min-seo: 15-1 / 17-14
- Chin Eei Hui /  Wong Pei Tty –  Aki Akao /  Tomomi Matsuda: 15-6 / 15-8
- Du Jing /  Yu Yang –  Nicole Gordon /  Sara Runesten-Petersen: 15-8 / 15-4
- Sathinee Chankrachangwong /  Saralee Thungthongkam –  Ha Jung-eun /  Joo Hyun-hee: 14-17 / 15-3 / 15-7
- Kamila Augustyn /  Nadieżda Zięba –  Valérie Loker /  Sarah MacMaster: 15-2 / 15-6
- Britta Andersen /  Mie Schjøtt-Kristensen –  Natalie Munt /  Ella Tripp: 15-4 / 15-11
- Nicole Grether /  Juliane Schenk –  Petya Nedelcheva /  Rita Yuan Gao: 12-15 / 15-11 / 15-13
- Wei Yili /  Zhao Tingting –  Natalia Poluakan /  Rani Mundiasti: 15-2 / 15-2
- Yang Wei /  Zhang Jiewen –  Lena Frier Kristiansen /  Kamilla Rytter Juhl: 15-1 / 15-4
- Lee Hyo-jung /  Lee Kyung-won –  Jo Novita /  Lita Nurlita: 15-5 / 15-12
- Gao Ling /  Huang Sui –  Jiang Yanmei /  Li Yujia: 15-6 / 15-7
- Cheng Wen-hsing /  Chien Yu-chin –  Miyuki Maeda /  Satoko Suetsuna: 15-11 / 15-3
- Chin Eei Hui /  Wong Pei Tty –  Pernille Harder /  Helle Nielsen: 15-13 / 15-7
- Du Jing /  Yu Yang –  Sathinee Chankrachangwong /  Saralee Thungthongkam: 10-15 / 15-8 / 15-4
- Kamila Augustyn /  Nadieżda Zięba –  Britta Andersen /  Mie Schjøtt-Kristensen: 11-15 / 15-9 / 15-10
- Wei Yili /  Zhao Tingting –  Nicole Grether /  Juliane Schenk: 15-6 / 15-1
- Lee Hyo-jung /  Lee Kyung-won –  Yang Wei /  Zhang Jiewen: 15-10 / 14-17 / 15-8
- Gao Ling /  Huang Sui –  Cheng Wen-hsing /  Chien Yu-chin: 15-5 / 15-4
- Chin Eei Hui /  Wong Pei Tty –  Du Jing /  Yu Yang: 8-15 / 17-16 / 17-16
- Wei Yili /  Zhao Tingting –  Kamila Augustyn /  Nadieżda Zięba: 15-2 / 15-7
- Gao Ling /  Huang Sui –  Lee Hyo-jung /  Lee Kyung-won: 15-7 / 15-6
- Wei Yili /  Zhao Tingting –  Chin Eei Hui /  Wong Pei Tty: 15-1 / 15-3
- Gao Ling /  Huang Sui –  Wei Yili /  Zhao Tingting: 15-4 / 15-10

## Mixed Qualifikation
- Arnd Vetters /  Stefanie Struschka –  Daniel Benz /  Vlada Chernyavskaya: 15-4 / 15-6
- Hu Chung-shien /  Chien Yu-chin –  Robert Georg /  Sonja Martenstein: 15-11 / 15-3
- Benjamin Woll /  Aileen Rößler –  Radoslav Simeonov /  Delyana Trandeva: 15-5 / 15-6
- Shuichi Sakamoto /  Miyuki Maeda –  Philipp Lieber /  Claudia Ritter: 15-3 / 15-2
- Shintaro Ikeda /  Satoko Suetsuna –  Krasimir Jankov /  Gabriela Banova: 15-1 / 15-5
- Jürgen Wouters /  Paulien van Dooremalen –  Toni Gerasch /  Monja Bölter: 15-6 / 15-3
- Blagovest Kisyov /  Atanaska Spasova –  Patrick Krämer /  Mona Reich: 15-10 / 15-13
- Yim Bang-eun /  Lee Kyung-won –  Guido Radecker /  Astrid Hoffmann: 15-1 / 15-2
- Hu Chung-shien /  Chien Yu-chin –  Arnd Vetters /  Stefanie Struschka: 15-6 / 15-9
- Benjamin Woll /  Aileen Rößler –  Shuichi Sakamoto /  Miyuki Maeda: 15-5 / 15-17 / 15-8
- Shintaro Ikeda /  Satoko Suetsuna –  Jürgen Wouters /  Paulien van Dooremalen: 15-5 / 15-5
- Yim Bang-eun /  Lee Kyung-won –  Blagovest Kisyov /  Atanaska Spasova: 15-2 / 15-5

## Mixed
- Nathan Robertson /  Gail Emms –  Björn Siegemund /  Karin Schnaase: 15-0 / 15-1
- Michael Fuchs /  Caren Hückstädt –  Benjamin Woll /  Aileen Rößler: 12-15 / 15-4 / 15-6
- Hendri Kurniawan Saputra /  Li Yujia –  Daniel Shirley /  Sara Runesten-Petersen: 15-6 / 15-8
- Jeon Jun-bum /  Joo Hyun-hee –  Peter Steffensen /  Lena Frier Kristiansen: w.o.
- Zhang Jun /  Gao Ling –  Lee Yong-dae /  Ha Jung-eun: 15-7 / 15-13
- Hu Chung-shien /  Chien Yu-chin –  Wouter Claes /  Nathalie Descamps: 15-2 / 15-5
- Vladislav Druzchenko /  Elena Nozdran –  Koo Kien Keat /  Wong Pei Tty: 15-13 / 8-15 / 15-13
- Xie Zhongbo /  Yu Yang –  Rasmus Andersen /  Britta Andersen: 15-7 / 15-3
- Lee Jae-jin /  Lee Hyo-jung –  Michael Lamp /  Pernille Harder: 9-15 / 15-13 / 15-7
- Robert Blair /  Natalie Munt –  Franklin Wahab /  Sandra Marinello: 15-1 / 15-7
- Keita Masuda /  Kumiko Ogura –  Tim Dettmann /  Birgit Overzier: 15-4 / 15-11
- Sudket Prapakamol /  Saralee Thungthongkam –  Johannes Schöttler /  Gitte Köhler: 15-6 / 15-4
- Yim Bang-eun /  Lee Kyung-won –  Roman Spitko /  Carina Mette: 15-3 / 15-9
- Tsai Chia-hsin /  Cheng Wen-hsing –  Anthony Clark /  Donna Kellogg: 6-15 / 15-8 / 15-6
- Ingo Kindervater /  Kathrin Piotrowski –  Shintaro Ikeda /  Satoko Suetsuna: 14-17 / 15-8 / 15-11
- Chen Qiqiu /  Zhao Tingting –  Thomas Laybourn /  Kamilla Rytter Juhl: w.o.
- Nathan Robertson /  Gail Emms –  Michael Fuchs /  Caren Hückstädt: 15-1 / 15-2
- Hendri Kurniawan Saputra /  Li Yujia –  Jeon Jun-bum /  Joo Hyun-hee: 15-4 / 15-6
- Zhang Jun /  Gao Ling –  Hu Chung-shien /  Chien Yu-chin: 15-3 / 15-7
- Xie Zhongbo /  Yu Yang –  Vladislav Druzchenko /  Elena Nozdran: 15-6 / 15-6
- Lee Jae-jin /  Lee Hyo-jung –  Robert Blair /  Natalie Munt: 15-12 / 15-11
- Sudket Prapakamol /  Saralee Thungthongkam –  Keita Masuda /  Kumiko Ogura: 15-9 / 17-14
- Tsai Chia-hsin /  Cheng Wen-hsing –  Yim Bang-eun /  Lee Kyung-won: 15-10 / 15-10
- Chen Qiqiu /  Zhao Tingting –  Ingo Kindervater /  Kathrin Piotrowski: 15-5 / 15-12
- Nathan Robertson /  Gail Emms –  Hendri Kurniawan Saputra /  Li Yujia: 15-5 / 15-12
- Zhang Jun /  Gao Ling –  Xie Zhongbo /  Yu Yang: 15-5 / 15-10
- Lee Jae-jin /  Lee Hyo-jung –  Sudket Prapakamol /  Saralee Thungthongkam: 15-4 / 15-7
- Chen Qiqiu /  Zhao Tingting –  Tsai Chia-hsin /  Cheng Wen-hsing: 17-14 / 15-6
- Nathan Robertson /  Gail Emms –  Zhang Jun /  Gao Ling: 15-11 / 15-12
- Lee Jae-jin /  Lee Hyo-jung –  Chen Qiqiu /  Zhao Tingting: 13-15 / 15-8 / 15-7
- Lee Jae-jin /  Lee Hyo-jung –  Nathan Robertson /  Gail Emms: 15-12 / 17-14